# Genussa famulata
Genussa famulata är en fjärilsart som beskrevs av Felder 1875. Genussa famulata ingår i släktet Genussa och familjen mätare. Inga underarter finns listade i Catalogue of Life.